# Borowiczki-Cukrownia
Borowiczki-Cukrownia – część miasta Płocka, położona na wschodnich obrzeżach miasta. Rozpościera się w okolicach ul. Żelaznej. Wchodzi w skład osiedla Borowiczki.

## Historia
W Królestwie Polskim przynależały do guberni warszawskiej, a w okresie międzywojennym do województwa warszawskiego. Tam, 20 października 1933 weszły w skład gromady Ośnica w granicach gminy Bielino, składającej się ze wsi Ośnica, Ośnica-Pieńki, Borowiczki-Cukrownia, Grabówka, Ośnica-Urbanowo I i Ośnica-Urbanowo II.
Podczas II wojny światowej włączone do III Rzeszy. Po wojnie ponownie w Polsce. 12 sierpnia 1953 część gromady Ośnica włączono do Płocka.
Do 1954 należały do gminy Bielino w powiecie płockim. W związku z reorganizacją administracji wiejskiej (zniesienie gmin), jesienią tego roku weszły w skład nowo utworzonej gromady Borowiczki w powiecie płockim. Tam przetrwały do końca 1972 roku, czyli do kolejnej reformy gminnej.
1 stycznia 1973, w związku z kolejną reformą administracyjną (odtworzenie gmin i zniesienie gromad i osiedli) Borowiczki-Cukrownia weszły w skład nowo utworzonej gminy Borowiczki. W latach 1975–1979 miejscowość administracyjnie należała do województwa płockiego. 1 grudnia 1981 Borowiczki-Cukrownię włączono do Płocka.